# دانیا رامیرز
 دانیا رامیرز (انگلیسی: Dania Ramirez؛ زادهٔ ۸ نوامبر ۱۹۷۹) یک هنرپیشه اهل جمهوری دومینیکن است. وی از سال ۱۹۹۷ میلادی تاکنون مشغول فعالیت بوده‌است. 
از فیلم‌ها یا برنامه‌های تلویزیونی که وی در آنها نقش داشته است می‌توان به قهرمان‌ها، مردان ایکس: آخرین ایستادگی، خدمتکاران حیله‌گر، دروغ نگو توپ  و روزی روزگاری  اشاره کرد.